# Una nuova vita
Una nuova vita (A New Life) è un romanzo di Bernard Malamud pubblicato nel 1961.
Il romanzo, senza divisione in capitoli, narra di un professore di letteratura, Seymour Levin, che, trasferendosi e cambiando campus universitario verso una città più piccola e provinciale, ricomincia una nuova vita. Ma la sua speranza di ritrovare le proprie passioni e smettere di bere si scontra con l'ambiente ristretto e conservatore, pieno di competizioni inutili e meschine. Qui, oltretutto, tutti i colleghi sono sposati e lui è l'unico scapolo.

## Edizioni italiane
- Una nuova vita, trad. di Vincenzo Mantovani, Einaudi, Torino 1963
- Una nuova vita, trad. di Vincenzo Mantovani rivista da Andreina Lombardi Bom, prefazione di Jonathan Lethem, Minimum fax, Roma 2007 ISBN 978-88-7521-106-6
- Una nuova vita in Romanzi e racconti, vol. I. 1952-1966, a cura di Paolo Simonetti, con saggio introduttivo di Tony Tanner, I Meridiani Mondadori 2014 ISBN 978-88-0462-711-1